# Ɀ
Ɀ (minúscula: ɀ) es una letra latina z con una "cola"  fue utilizada como símbolo fonético por lingüistas que estudiaban lenguas africanas para representar un fricativa labio-alveolar sonora ( [ zʷ ] ).

## Uso
En 1931, se adoptó en la ortografía de Shona para una z 'silbada', pero se eliminó en 1955 debido a la falta del carácter en las máquinas de escribir y las fuentes. Hoy se utiliza el dígrafo zv.
A veces se usa para transcribir /d̪z̪/ en el idioma toda.

## Codificación
Está codificada en Unicode, en los puntos de código U+2C7F para mayúsculas y U+0240 para minúsculas